# Al Nassr FC
Al Nassr (arapski: نادي النصر السعودي) saudijski je nogometni klub iz Rijada. Trenutačno se natječe u Pro ligi. Klub je osnovan 1955. Svoje domaće utakmice igra na stadionu Mrsool Park.
Za Al Nassr od 2023. igraju Cristiano Ronaldo, Marcelo Brozović i Sadio Mané.

## Treneri kroz povijest
- Ahmed Al-Joker (1960. – 1962.)
- Ahmied Abdullah (1962. – 1965.)
- Lamaat Qatna (1966. – 1967.)
- Abdulmajid Tarnah (1967. – 1969.)
- Hassan Sultan (1969. – 1970.)
- Zaki Osman (1971.)
- Mimi Abdulmajid (1972.)
- Hassan Khairi (1973. – 1974.)
- Mahmoud Abu Rojeila (1975.)
- Vivas (1976.)
- Ljubiša Broćić (1976. – 1979.)
- Chico Formiga (1980. – 1981.)
- Mário Zagallo (1981.)
- Francisco Sarno (1983.)
- José Chira (1983.)
- Carpergiani (1983. – 1984.)
- Robert Herbin (1985. – 1986.)
- Billy Bingham (1987. – 1988.)
- Joel Santana (1988. – 1989.)
- Yousef Khamis (1989.)
- Claudio Deorati (1990.)
- Nasser Al-Johar (1990. – 1991.)
- Dragoslav Šekularac (1992.)
- Qadies (1992. – 1993.)
- Nasser Al-Johar (1993.)
- Majed Abdullah (1993.)
- Jean Fernandez (1993. – 1994.)
- Henri Michel (1995.)
- Yousef Khamis (1995.)
- Jean Fernandez (1995. – 1996.)
- Ilie Balaci (1996. – 1997.)
- Dimitar Penev (1997.)
- Dušan Uhrin (1997. – 1998.)
- Jean Fernandez (1998.)
- Dutra (1998. – 1999.)
- Procópio Cardoso (1999.)
- Milan Živadinović (2000.)
- Yousef Khamis (2000.)
- Artur Jorge (2000. – 2001.)
- Héctor Núñez (2001.)
- Salih Al-Mutlaq (2001.)
- Jorge Habegger (2001. – 2002.)
- Julio Asad (2002. – 2003.)
- Ljubiša Tumbaković (2003.)
- Mircea Rednic (2004.)
- Mohsen Saleh (2004.)
- Dimitar Dimitrov (2004. – 2005.)
- Mariano Barreto (2005. – 2006.)
- Khalid Al-Koroni (2006.)
- Yousef Khamis (2006.)
- Artur Jorge (2006.)
- Jorge Habegger (2006. – 2007.)
- Ednaldo Patrício (2007.)
- Foeke Booy (2007.)
- Julio Asad (2007.)
- Rodion Gačanin (2008.)
- Edgardo Bauza (2009.)
- Jorge da Silva (2009. – 2010.)
- Walter Zenga (2010.)
- Dragan Skočić (2011.)
- Gustavo Costas (2011.)
- Ali Kmeikh (2011.)
- Francisco Maturana (2011. – 2012.)
- José Daniel Carreño (2012. – 2014.)
- Raúl Caneda (2014.)
- Jorge da Silva (2014. – 2015.)
- René Higuita (privremeni trener) (2015.)
- Fabio Cannavaro (2016.)
- René Higuita (privremeni trener) (2016.)
- Raúl Caneda (2016.)
- Zoran Mamić (2016. – 2017.)
- Patrice Carteron (2017.)
- Ricardo Gomes (2017.)
- Gustavo Quinteros (2017. – 2018.)
- José Daniel Carreño (2018.)
- Hélder (privremeni trener) (2018. – 2019.)
- Rui Vitória (2019. – 2020.)
- Alen Horvat (2020. – 2021.)
- Mano Menezes (2021.)
- Pedro Emanuel (2021.)
- Miguel Ángel Russo (2021. – 2022.)
- Rudi Garcia (2022. – 2023.)
- Dinko Jeličić (privremeni trener) (2023.)
- Luís Castro (2023. – 2024.)
- Stefano Pioli (2024. – 2025.)
- Jorge Jesus (2025. – danas)